# Mineria de l'antic Egipte

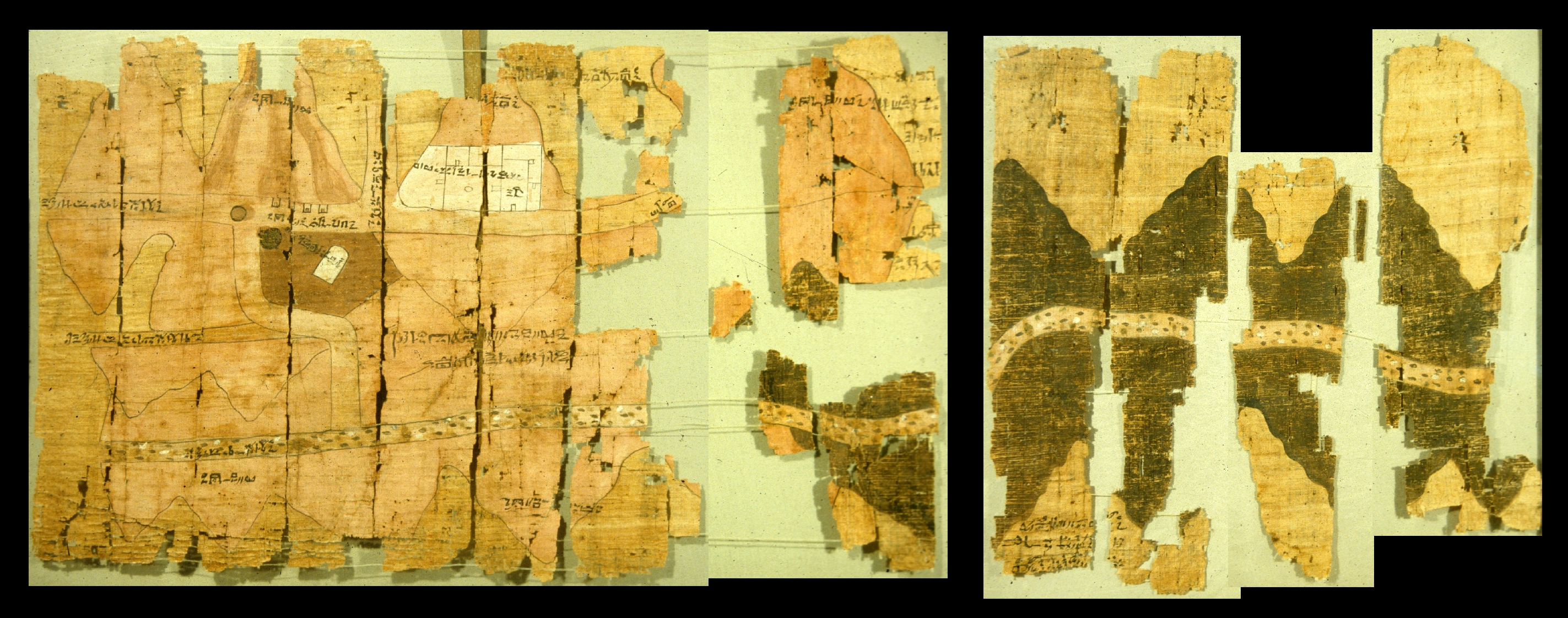
El papir de les mines representa mines al uadi Hammamat i és el mapa més antic conegut d'aquest tipus.

La mineria a Egipte ha tingut una llarga història que es remunta a l'època predinàstica. Egipte té substancials recursos minerals, incloent 48 milions de tones de tantalita (la quarta reserva més gran del món), 50 milions de tones de carbó, i s'estima que 6.7 milions d'unces d'or al Desert Oriental. El valor total real dels minerals susceptibles d'explotació minera voltava els 102 milions de £E (18.7 milions de US$) el 1986, per damunt de 60 milions de £E (11 milions de US$ el 1981. Els principals minerals en termes de volum de producció eren el mineral de ferro, els fosfats, i la sal. Les quantitats produïdes el 1986 es van estimar en 2.048, 1.310 i 1.233 tones, respectivament, en comparació amb 2.139, 691, i 883 tones en 1981. A més, el 1986 es van extreure petites quantitats d'amiant (313 tones) i quars (19 tones). L'exploració preliminar al Sinaí indica la presència de dipòsits de zinc, estany, plom i coure. Les activitats d'exploració i explotació del sector privat fins al moment han estat limitades. Només recentment, la companyia AngloGold Ashanti amb el seu soci d'empresa conjunta Thani Dubai i una cotitzada companyia d'exploració canadenca, Alexander Nubia International han estat duent a terme l'exploració al desert oriental d'Egipte amb cert èxit. Centamin Ltd, una companyia d'exploració minera fundada a Austràlia, ha començat un projecte miner de gran envergadura al turó de Sukari.

## Història

Els miners adoraven Hathor, la "deessa de la turquesa", que es creia que els protegia.

La mineria d'or a l'Alt Egipte es remunta a l'època predinàstica, i el mapa més antic conegut en el món del període ramsèssida que data del 1160 aC, mostra la ruta de les mines d'or al Wadi Hammamat, Desert Oriental. La mineria d'or va començar amb prospeccions al·luvials a Egipte i posteriorment amb explotacions de filons de poca profunditat a Núbia al voltant del 1300 aC, durant el període de l'Imperi Nou. Els mètodes d'explotació incloïen calar foc a les roques per afeblir-les mitjançant el xoc tèrmic, un mètode descrit per Diodor de Sicília a la seva Bibliotheca historica escrita al voltant del 60 aC.
La tècnica d'extreure granit i pedra calcària de les pedreres era una tecnologia avançada en l'època es que van construir les piràmides. El marbre, l'alabastre i la diorita s'utilitzaven per a la fabricació d'estàtues, el basalt per fer sarcòfags i la dolomita per fer martells per treballar pedres dures. Les pedres precioses i semiprecioses, que van ser àmpliament explotades i treballades, incloïen la turquesa, el beril, l'ametista, el lapislàtzuli i la malaquita. Hathor era la deessa protectora del miner, i s'han trobat als seus temples, estàtues o inscripcions en moltes ubicacions mineres redescobertes. Es va trobar un gran temple dedicat a Hathor, construït per Seti II, a les mines de coure de Timna; un altre temple va ser descobert a Sarabit al-Khadim, on s'extreia la turquesa en l'antiguitat, en una expedició dirigida per Sir Flinders Petrie.
Egipte es va convertir en un important productor d'or durant l'Imperi Antic i es va mantenir així durant els següents 1.500 anys, amb interrupcions quan el regne es va trencar. Durant L'Imperi Nou, la producció d'or va augmentar de manera constant, i la mineria va esdevenir més intensa a mesura que es desenvolupaven nous camps. L'historiador britànic Paul Johnson diu que va ser l'or en lloc del poder militar el que va sostenir l'imperi egipci i el va convertir en una potència mundial al llarg del tercer quart del mil·lenni II aC. La majoria de les mines d'or conegudes avui a Egipte han estat explotades pel seu alt grau d'or (15 g/t d'or o més) pels antics egipcis, No obstant això hi ha hagut una exploració limitada que aplica tècniques actuals, on els dipòsits poden ser viables sobre la base de graus d'or tan baixos com 0,5 g/t (sempre que hi hagi prou tonatge i infraestructura disponible).
La mina coneguda de beril més antiga del món es troba a la vall de la muntanya de Wadi Sikait, al desert oriental. La seva explotació minera va començar durant el període ptolemaic, encara que la majoria de les seves activitats mineres daten dels períodes romà i romà d'Orient. Tots els altres jaciments miners de beril, com ara Gebel Zabara, Wadi Umm Debaa i Wadi Gimal són romans o islàmics (mitjan segle vi en endavant). L'explotació minera del beril va cessar a Egipte, quan l'Imperi Espanyol va descobrir maragdes de qualitat superior a Colòmbia al segle xvi.